# Cấu tạo hữu cơ của tư bản

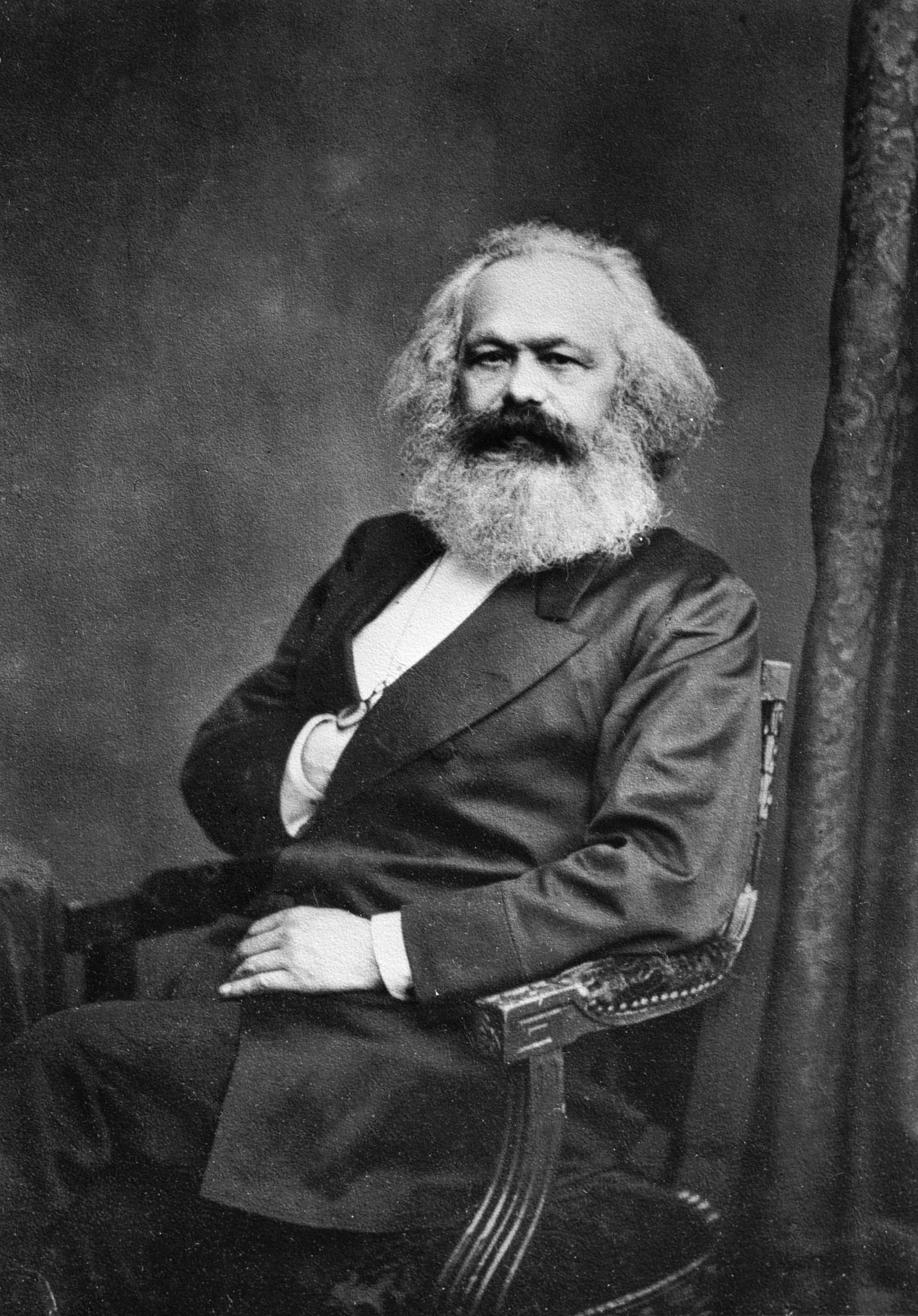
Mác

Cấu tạo hữu cơ của tư bản là cấu tạo giá trị của tư bản, do cấu tạo kỹ thuật quyết định và phản ánh sự thay đổi của cấu tạo kỹ thuật của tư bản. Trong chừng mực cấu tạo giá trị đó do cấu tạo kĩ thuật của tư bản quyết định và phản ánh trạng thái cấu tạo kĩ thuật của tư bản. Do tác động thường xuyên của tiến bộ khoa học và công nghệ, cấu tạo hữu cơ của tư bản cũng không ngừng biến đổi theo hướng ngày càng tăng lên. Điều đó biểu hiện ở chỗ: bộ phận tư bản bất biến tăng nhanh hơn bộ phận tư bản khả biến, tư bản bất biến tăng tuyệt đối và tăng tương đối, còn tư bản khả biến thì có thể tăng tuyệt đối, nhưng lại giảm xuống một cách tương đối.
Theo đó, lợi nhuận siêu ngạch theo C.Mác nó là khoảng dôi ra ngoài lợi nhuận bình quân, được hình thành do cấu tạo hữu cơ tư bản trong nông nghiệp luôn thấp hơn cấu tạo hữu cơ tư bản trong công nghiệp, nó là số chênh lệch giữa giá trị nông phẩm và giá cả sản xuất chung. Lợi nhuận bình quân là số lợi nhuận bằng nhau của những tư bản bằng nhau, đầu tư vào những ngành khác nhau, bất kể cấu tạo hữu cơ của tư bản như thế nào. Kí hiệu sự hình thành tỷ suất lợi nhuận bình quân là tiền đề của giá cả sản xuất. Giá cả sản xuất bằng chi phí sản xuất cộng với lợi nhuận bình quân, tức là: Giá cả sản xuất = k